# Бихач
Би́хач (устар. «Бигач», босн. и хорв. Bihać, серб. Бихаћ) — город, центр одноимённой общины на реке Уна на северо-западе Боснии и Герцеговины. Бихач — административный центр Унско-Санского кантона Федерации Боснии и Герцеговины.

## История

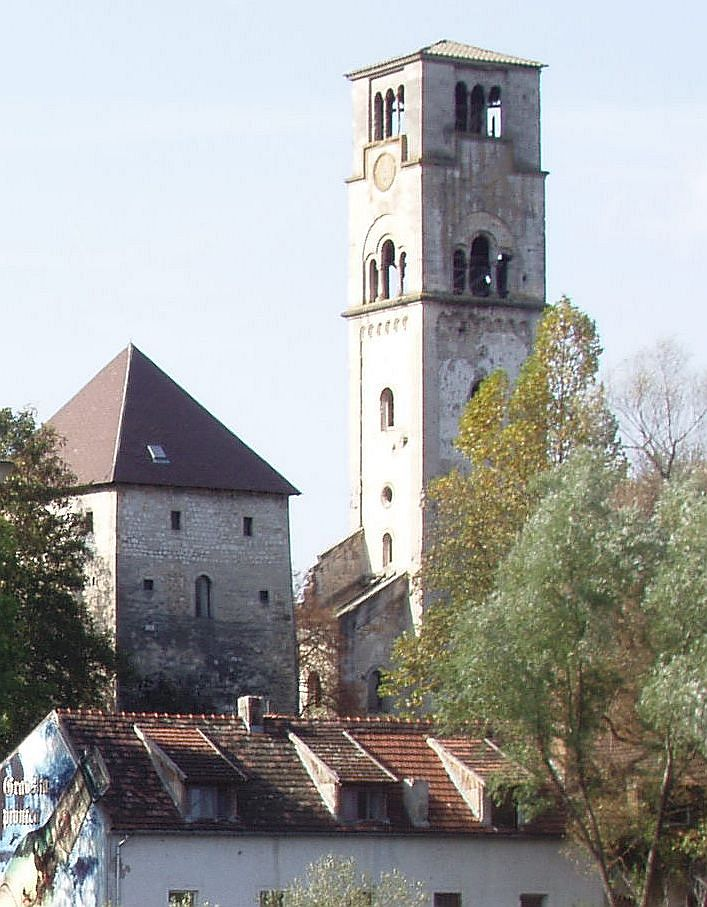

Первые упоминания о Бихаче появляются не раньше 1260 года, в качестве владения цистерианского аббатства в Топуско, в анналах венгеро-хорватского короля Белы IV. В 1262 году Бихач стал вольным городом и временной столицей Хорватского королевства. Город теряет свой привилегированный статус в XIV веке, когда усилилась династическая борьба между кланами, и переходит во владение могущественной семьи Франкопанов. В XVI веке Бихач перешёл под прямой королевский контроль в связи с начавшимися австро-турецкими войнами в регионе. Несмотря на все усилия Габсбургов, город пал в 1592 году и стал самым западным турецким опорным пунктом в Европе.

С 1592 года Бихач состоял под управлением боснийского визиря Хасан-паши Предоевича, бывшего православного боснийца (влаха). 
В 1592 г. Хасан-паша засел в хорватской твердыне Бихач, на реке Уне.
 — пишет историк Гашпар Винялич (Gašpar Vinjalić). Готическая церковь Св. Антония была переделана в мечеть.
Вначале Бихач стал центром санджака в составе Боснийского пашалыка. 
С отменой статуса пашалыка в 1699 году Бихач перешёл в состав Боснийского санджака. С этого времени город использовался как база турецких войск в пограничных войнах с Габсбургами. 
17 октября 1835 года произошло сражение при Великой Кладуше, где мусульмане-босняки воевали на стороне Османской империи против Австрии. На австрийской стороне в нём участвовал барон Йосип Елачич. За доблесть, проявленную в том бою, Йосип получил медаль. Однако, барон Елачич никогда не забывал, что в жилах босняков тоже течёт хорватская кровь — и после заключения мира, искал путей сближения и сотрудничества с единоплеменниками другой веры. Подобно большинству хорватских аристократов, Елачич-Бужимский не был католическим фанатиком, с уважением относился к чужой религии. Елачич подружился с Махмуд-бегом Башичем из Бихача, и бег подарил барону породистого белого жеребца, коему предстояло войти в фольклор — ибо именно на нём впоследствии торжественно въезжал бан Елачич в освобождённые хорватские города — и в поверженные города противника...
В 1865 году Бихач снова получает статус центра санджака, но по решению Берлинского конгресса в июне 1878 года Австро-Венгрия получила право на аннексию Боснии и Герцеговины. Когда австро-венгерская армия начала реализовывать его, ей потребовалось несколько месяцев, чтобы подавить сопротивление, особенно со стороны мусульманского населения. Бои под стенами Бихача начались 7 сентября, и только спустя 12 дней защитники города были вынуждены сдать его. Падение Бихача оказало обескураживающее воздействие на защитников других городов Боснийской Краины, поэтому почти все они сдались без серьёзного сопротивления, за исключением Велика-Кладуши и Печиграда, боровшихся против оккупантов вплоть до октября 1878 года.
В 1888 году была разрушена цитадель города, что объединяла Бихач и его пригороды. Новое правительство построило школы и мелкие промышленные предприятия, что способствовало притоку населения. Город бурно развивался вплоть до Великой Депрессии.
Во время Второй мировой войны Бихач был штаб-квартирой Иосипа Броз Тито и центром сопротивления нацистам и усташам: партизаны заняли город 4 ноября 1942 года после 42-часового боя с усташским гарнизоном. Немецкие и хорватские части смогли захватить город лишь в 1943 году и удерживали его вплоть до апреля 1945 года.
Бихач значительно пострадал во время Боснийской войны, когда в 1992—1995 годах город находился в сербской осаде. Осада была снята в августе 1995 года во время операции «Буря».

## Известные уроженцы
- Азра Колакович (1977—2017) — боснийская поп-фолк-певица.

## Достопримечательности
Тюрбе-мавзолей — тюрбе (разновидность исламского мавзолея), построенный в период австро-венгерской оккупации Боснии и Герцеговины в знак почтения к защитникам города, погибшим в борьбе с австро-венгерскими войсками в 1878 году.